# Denia Caballero Ponce
Denia Caballero Ponce (Caibarién, 13 de gener de 1990) és una atleta cubana de llançament de disc. En la seva carrera esportiva ostenta un campionat mundial de l'especialitat, un títol panamericà, i una medalla de bronze en Jocs Olímpics.

## Trajectòria
Va iniciar en la pràctica de l'atletisme a l'Escola d'Iniciació Esportiva situada en la Província de Vila Clara, en les especialitats de salt de longitud i proves combinades. No obstant això, el seu escàs èxit en aquestes especialitats va provocar que l'obliguessin a llançar pedres com a penalitat. La sanció va ser profitosa al cap i a la fi, ja que la va encaminar en l'especialitat del llançament de disc.
El seu prometedor futur ja es revelava en el 2011 amb 21 anys. En el campionat d'atletisme centreamericà i del Carib de Mayagüez, es va penjar la medalla d'or amb un tir de 62,06 m; això va precedir als Jocs Panamericans del 2011 on va aconseguir pujar al podi amb el tercer lloc i marca de 58,63 m. A més es va estrenar en el campionat mundial en el qual es va situar en la novena posició de la ronda final amb registre de 60,73 m.
El 2012 va tenir la seva primera experiència en Jocs Olímpics, però no va passar de l'ronda classificatòria. Malgrat tot, va aconseguir aquesta temporada la sisena millor marca de l'any amb 65,60 m. Pel 2013, en el seu segon campionat mundial realitzat en Moscou, va aconseguir el vuitè lloc (62,80 m). En el 2014 Cavaller es va adjudicar el seu segon títol regional en els Jocs Centreamericans i del Carib de Veracruz on va aconseguir l'or amb nova marca de la competició de 64,47 m, sent escortada per la seva compatriota Yaimé Pérez. A més va participar en dues reunions de la Lliga de Diamant.
Va ser l'any 2015 en el qual el nom de l'atleta cubana va ingressar als titulars de l'atletisme mundial. El primer avís ho va donar el 26 de maig en l'Havana durant el Memorial Barrientos quan va aconseguir els 69,51 m, la qual cosa la va situar com la segona millor marca de l'any fins a aquest dia, per darrere de l'estel·lar atleta Sandra Perković. Sobre aquest tema va assenyalar: «Vaig llançar el disc pla, es va muntar en un calaix d'aire i el disc va volar i va volar...He guanyat en pes corporal i en velocitat. També he millorat la tècnica, però encara em falta perfeccionar-la».
La bona ratxa va continuar en la reunió de Bilbao del 20 de juny amb un llançament de 70,65 m que es mantindria com la millor marca de tota la temporada. D'aquesta forma la del Carib va desafiar el domini de la croata Sandra Perković, la campiona olímpica i mundial.
Amb aquestes marques en la seva haver-hi va enfrontar els dos grans reptes que tenia en la resta de l'any. Primer van ser els Jocs Panamericans de Toronto de juliol on es va agenciar la medalla daurada amb un llançament de 65,39 m, sent novament Yaimé Pérez qui es va situar segona. Amb aquest títol al seu favor es va presentar al seu tercer campionat mundial.
A Pequín, on es va desenvolupar l'esdeveniment, Perković era la favorita donada la superioritat que havia demostrat en els tres anys anteriors. No obstant això, el progrés de Caballero i la presència de Yaimé Pérez -qui havia superat tant a Perković com a Caballero al juliol a Lausana, l'única vegada l'any que la croata no havia ostentat el primer lloc- amenaçaven la seva corona obtinguda en el 2013.
Ja en la competència, Caballero va arribar a la final amb la millor marca en ronda preliminar (65,15 m). En la disputa per les medalles, la cubana va sorprendre en el seu primer torn amb un llançament de 69,28 m el qual cap de les altres atletes va poder amenaçar fins a l'última ronda quan Perković va aconseguir 67,39 m que la va situar en el segon lloc. D'aquesta manera, Caballero va guanyar per primera vegada per a Cuba un títol mundial en l'especialitat, sent l'únic antecedent Yarelis Barris qui s'havia penjat la medalla de plata en dues oportunitats.
El 2016 va realitzar tres presentacions en la Lliga de Diamant en la qual va ser tercera tant a Xangai (66,14 m), com a Oslo (62,65 m) i Estocolm (63,85 m) abans de la seva segona presentació en Jocs Olímpics, els quals van tenir lloc a Rio de Janeiro. En aquest esdeveniment també va obtenir el tercer lloc amb un llançament de 64,64 m per obtenir la medalla de bronze, mentre que Perković (69,21 m), dominadora de la prova en tot l'any, va ser la guanyadora de l'or i Mélina Robert-Michon del bronze (66,73 m). Va acabar la seva participació en la Lliga de Diamant a Zúric on va ser novament tercera amb un registre de 62,80 m.

## Marques personals
| Prova      | Marca   | Lloc         | Data       |
| ---------- | ------- | ------------ | ---------- |
| L. de disc | 70,65 m | Bilbao (ESP) | 20/06/2015 |